# Tiffany Mulheron
Tiffany Mulheron est une actrice écossaise.

## Biographie
Elle est née en Écosse en 1984. Elle est la sœur d'Ashley Mulheron. 

## Filmographie
| Année | Titre                   | Rôle           | Notes |
| ----- | ----------------------- | -------------- | ----- |
| 2006  | Just in Time            | Lisa Remington |       |
| 2007  | Namastey London         | Susan          |       |
| 2008  | Daylight Robbery        | Brunette       |       |
| 2008  | RocknRolla              | Jackie         |       |
| 2009  | Lesbian Vampire Killers | Heidi          |       |
| 2009  | Dark Journey            | Kelly          |       |
| 2009  | Vivaldi, il prete rosso | Anna Grimani   | -     |